# Jean Forestier
Jean Forestier (Lyon, 7 oktober 1930) is een voormalig Frans wielrenner. Hij was beroepsrenner tussen 1953 en 1965. Hij is sinds 2011 de oudste nog levende winnaar van de vroegste editie van Parijs-Roubaix (1955) en sinds 2020 ook van de Ronde van Vlaanderen (1956).

## Belangrijkste overwinningen
1954
- Eindklassement Ronde van Romandië
- 16e etappe Ronde van Frankrijk

1955
- Parijs-Roubaix
- 20e etappe Ronde van Frankrijk

1956
- Ronde van Vlaanderen
- 16e etappe Ronde van Frankrijk

1957
- 8e etappe Dauphiné Libéré
- Critérium International
- 2e etappe Ronde van Romandië
- 3e etappe Deel B Ronde van Romandië
- Eindklassement Ronde van Romandië

1958
- 7e etappe deel A Dauphiné Libéré

1961
- 8e etappe Ronde van Frankrijk

1962
- Eindklassement Ronde van de Var

## Resultaten in voornaamste wedstrijden
| Jaar | Ronde van Italië | Ronde van Frankrijk | Ronde van Spanje |
| ---- | ---------------- | ------------------- | ---------------- |
| 1953 |                  | 39e                 |                  |
| 1954 |                  | 27e (1)             |                  |
| 1955 |                  | 32e (1)             |                  |
| 1956 |                  | 12e (1)             |                  |
| 1957 |                  | 4e                  |                  |
| 1958 |                  | opgave              |                  |
| 1959 |                  | 34e                 |                  |
| 1960 |                  | opgave              |                  |
| 1961 |                  | 35e (1)             |                  |
| 1962 |                  | 36e                 |                  |
| 1964 |                  |                     |                  |

| Jaar | Milaan-San Remo | Gent-Wevelgem | Ronde van Vlaanderen | Parijs-Roubaix | Luik-Bast.‑Luik | Ronde van Lombardije | Parijs-Brussel | Waalse Pijl |  | WK op de weg |  | Wereldranglijsten |
| ---- | --------------- | ------------- | -------------------- | -------------- | --------------- | -------------------- | -------------- | ----------- |  | ------------ |  | ----------------- |
| 1953 |                 |               |                      |                |                 |                      |                |             |  |              |  |                   |
| 1954 |                 |               |                      |                |                 |                      |                |             |  | 8e           |  |                   |
| 1955 |                 |               |                      | ↑              |                 |                      |                |             |  |              |  |                   |
| 1956 |                 |               | ↑                    | ↑              | 9e              | 11e                  | 12e            | 14e         |  |              |  | (CDC)             |
| 1957 |                 |               | 21e                  |                |                 | 30e                  |                |             |  | 23e          |  |                   |
| 1958 | 10e             |               | 20e                  | 5e             |                 | 27e                  |                |             |  | 5e           |  |                   |
| 1959 |                 | 35e           |                      |                |                 | 21e                  | 78e            |             |  |              |  |                   |
| 1960 | 27e             |               |                      | 4e             |                 | 29e                  | 37e            | 5e          |  |              |  |                   |
| 1961 |                 | 63e           |                      | 54e            |                 |                      | 49e            |             |  |              |  |                   |
| 1962 |                 |               |                      | 8e             |                 |                      |                | 6e          |  |              |  |                   |
| 1964 |                 |               |                      |                |                 |                      | 10e            |             |  |              |  |                   |